# パウパー
パウパー（Pauper）はマジック:ザ・ギャザリングの大会ルール（フォーマット）のひとつ。

## 解説
パウパーでは、テーブルトップの「マジック：ザ・ギャザリング」、もしくはデジタルゲーム「Magic：The Gathering Online」において、「コモン」のレアリティで収録されたカードのみを使用可能である。「MTGアリーナ」でのみコモンが存在するカードは使用不可能だが、一部のカードが公式カードデータベース「Gatherer」で使用可能と出てしまう。
1度でもコモンで収録経験があるカードならば実際に使用するカードのレアリティは問わない。例えば「対抗呪文/Counterspell」は「モダンホライゾン2」版はアンコモンであるが、「第5版」などでコモンで収録されているため、「モダンホライゾン2」版やその他でも問題なく使用可能である。
古いカードが使えなくなっていく「ローテーション」は存在しない。使用可能なセットはレガシーと同等だが、使用可能なレアリティが制限されている関係上カードプールは大幅に少なくなっている。
長い間「Magic: The Gathering Online」上、もしくはカジュアルなテーブルトップのゲームでのみ扱われていたが、2019年6月28日より公式フォーマットに認定された。これにより使用可能なカードが今まで「Magic: The Gathering Onlineでコモンとして収録されたことのあるカード」であったのが、上記の通り「テーブルトップとデジタルのいずれかでコモンとして収録されたことがあるカード」に拡張された。
他のフォーマットで禁止・制限カードとなっている「渦まく知識/Brainstorm」や「思案/Ponder」、長らくスタンダードに収録されておらず、モダンで使用不可能だった「対抗呪文/Counterspell」や「暗黒の儀式/Dark Ritual」などが使用できる、また他のフォーマットで活躍している「秘密を掘り下げる者/Delver of Secrets」といったカードも活躍しており、他のフォーマットのようにメタゲームが形成されている。

## 禁止カード
2024年5月現在、以下のカードが禁止カードとして指定されている。
- アーラコクラの隠密/Aarakocra Sneak
- きらきらするすべて/All That Glitters
- アーカムの天測儀/Arcum's Astrolabe
- エイトグ/Atog
- 眷者の装飾品/Bonder's Ornament
- 騒鳴の嵐/Chatterstorm
- フェアリーの大群/Cloud of Faeries
- 雲上の座/Cloudpost
- 頭蓋囲い/Cranial Plating
- 頭蓋槌/Cranial Ram
- 目くらまし/Daze
- 大霊堂の信奉者/Disciple of the Vault
- 巣穴からの総出/Empty the Warrens
- 失墜/Fall from Favor
- 大あわての捜索/Frantic Search
- 電位式リレー/Galvanic Relay
- ギタクシア派の調査/Gitaxian Probe
- ぶどう弾/Grapeshot
- 噴出/Gush
- 満潮/High Tide
- トーラックへの賛歌/Hymn to Tourach
- 激励/Invigorate
- 僧院の速槍/Monastery Swiftspear
- 神秘の聖域/Mystic Sanctuary
- 流浪のドレイク/Peregrine Drake
- 予言のプリズム/Prophetic Prism
- 陥没孔/Sinkhole
- 滞留者の相棒/Sojourner's Companion
- 奮起させるバード/Stirring Bard
- アンダーダークの探検者/Underdark Explorer
- 時間の亀裂/Temporal Fissure
- 宝船の巡航/Treasure Cruise
- 物騒なバトルレイジャー/Vicious Battlerager
- 人種または文化に対し攻撃的なカード
  - プラデッシュの漂泊民/Pradesh Gypsies
  - Stone-Throwing Devils
- ステッカー[5]を使用するカード
- アトラクション[6]を使用するカード